# چاچاک
چاچاک (به صربی: Чачак) شهری در شومادیا و صربستان غربی کشور صربستان است که جمعیت آن در سال ۲۰۰۶، میلادی ۶۳٫۸۴۶ نفر بوده‌است.
چاچاک مرکز ناحیه (شهرستان) موراویتسا در این استان است.

## نگارخانه

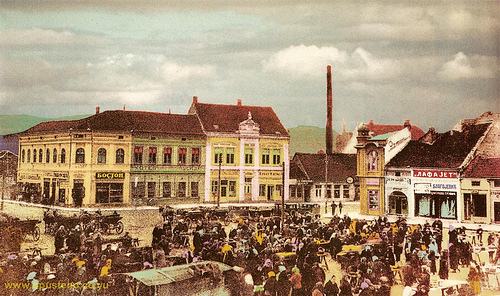
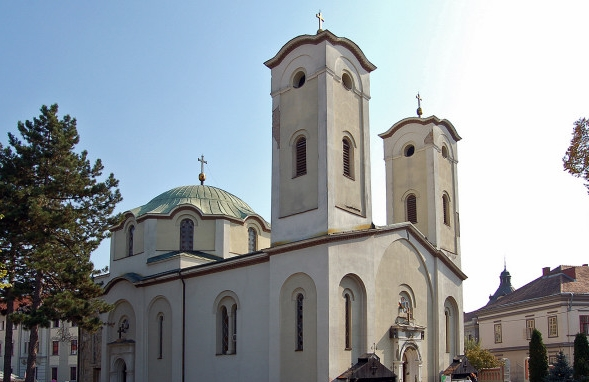
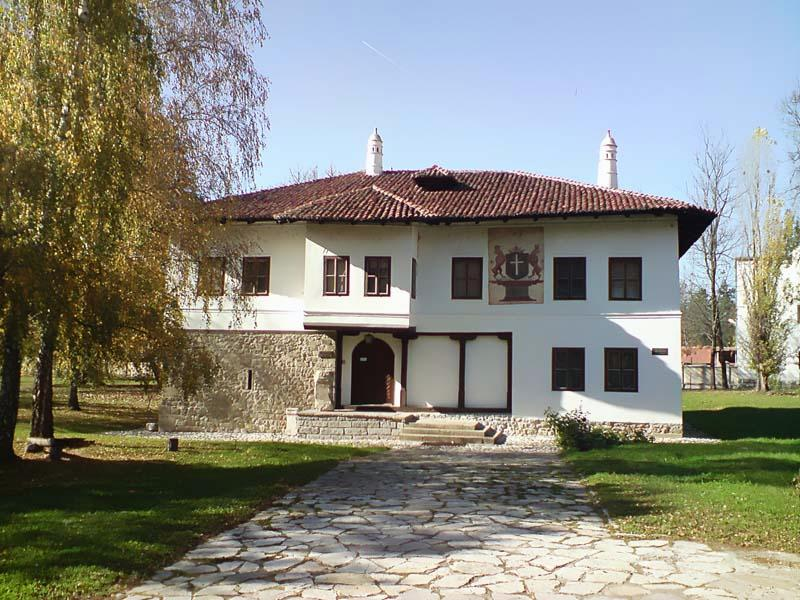
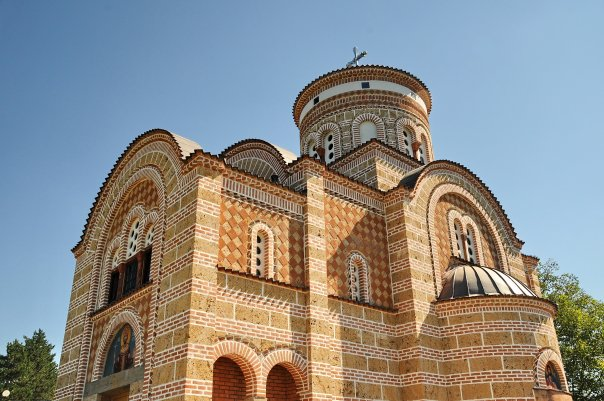
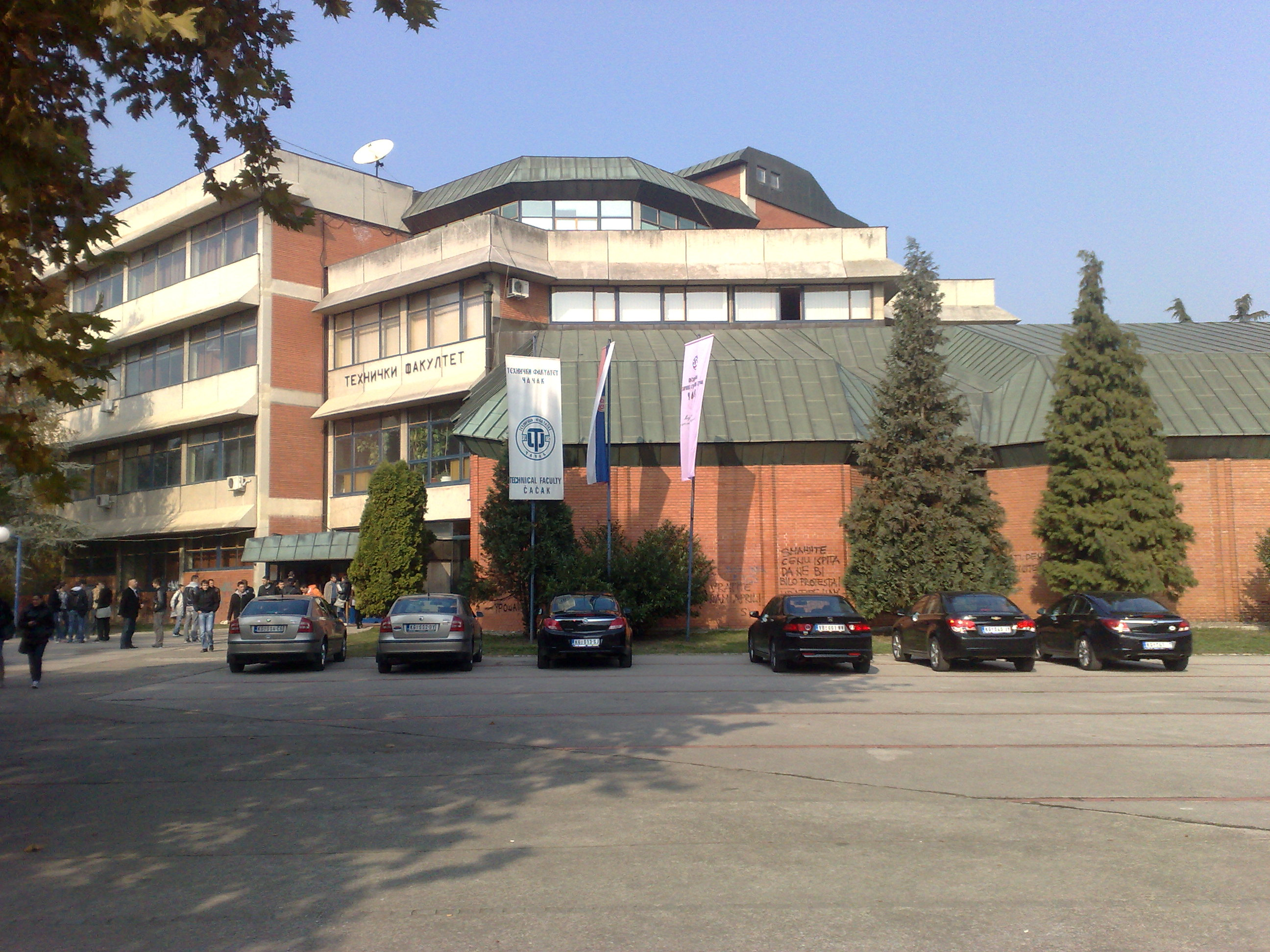
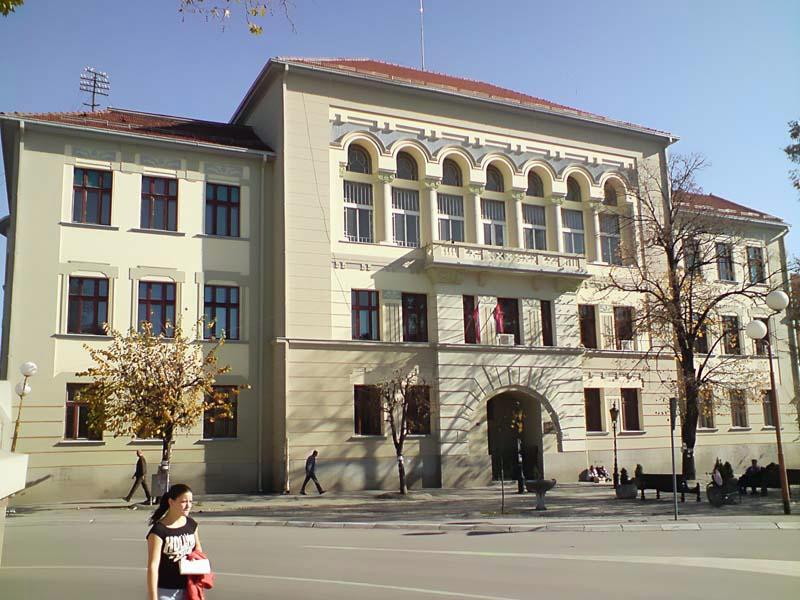
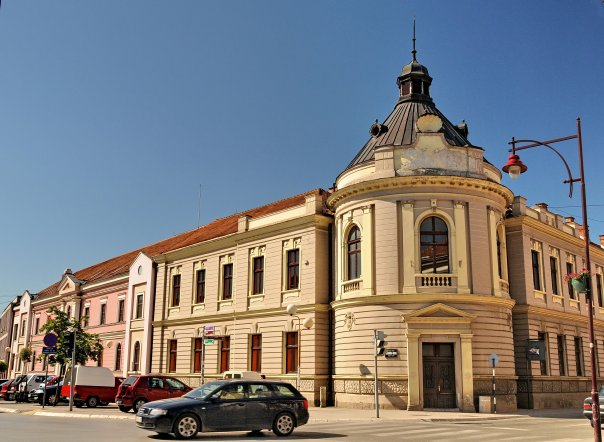
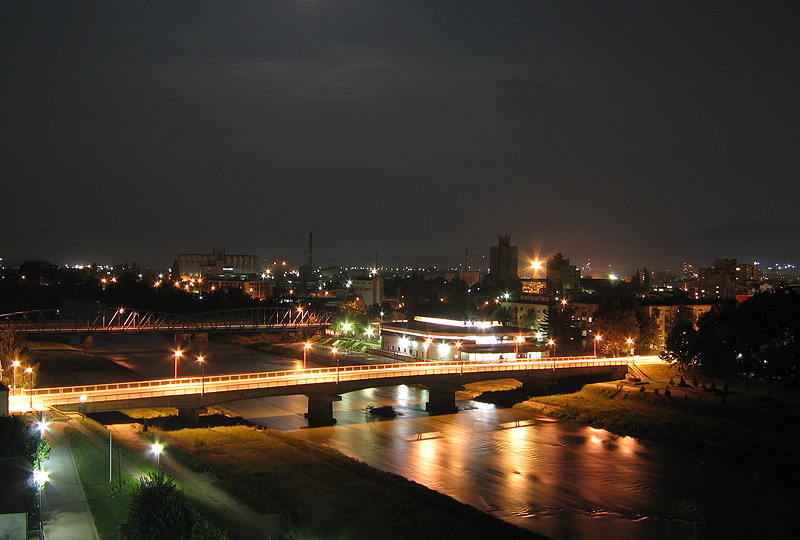

## جستارهای وابسته

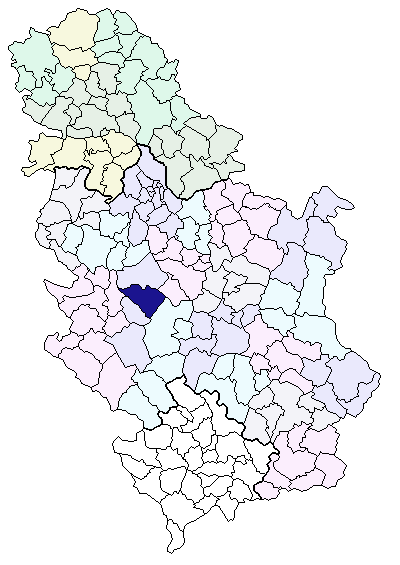